# Ginemimetofilia
A ginemimetofilia é uma atração a homens que imitam mulheres ou a mulheres trans, pré-operatórios ou pós-operativo.